# موناژه (شهرستان ماکوف)
موناژه (به لاتین: Młynarze) یک روستا در لهستان است که در گمینا موناژه واقع شده‌است. موناژه ۱٬۹۵۰ نفر جمعیت دارد.